# Qualificazioni alla Coppa delle nazioni africane 2021 - Gruppo K

## Classifica
| Squadra        | Pt | G | V | N | P | GF | GS | DR  |
| -------------- | -- | - | - | - | - | -- | -- | --- |
| Costa d'Avorio | 13 | 6 | 4 | 1 | 1 | 11 | 5  | +6  |
| Etiopia        | 9  | 6 | 3 | 0 | 3 | 10 | 6  | +4  |
| Madagascar     | 8  | 6 | 2 | 2 | 2 | 9  | 9  | 0   |
| Niger          | 4  | 6 | 1 | 1 | 4 | 3  | 13 | -10 |

## Risultati

### 1ª giornata
| Arbitro: | Sekou Ahmed Touré |

|               |           |  |
| Raveloson 18’ | Marcatori |  |

| Arbitro: | Joao Goma |

|                   |           |  |
| Kessié 68’ (rig.) | Marcatori |  |

### 2ª giornata
| Arbitro: | Celso Alvação |

|                          |           |           |
| Dagnachew 16’ Bekele 26’ | Marcatori | 4’ Aurier |

| Arbitro: | Janny Sikazwe |

|                       |           |                                                                                    |
| Wonkoye 6’ Moussa 77’ | Marcatori | 10’, 27’ Nomenjanahary 35’ (rig.) Anicet 38’ Andriamatsinoro 54’ Voavy 65’ Mombris |

### 3ª giornata
| Arbitro: | Haythem Guira |

|                         |           |           |
| Gervinho 48’ Haller 55’ | Marcatori | 59’ Voavy |

| Arbitro: | Hassen Corneh |

|             |           |  |
| Oumarou 73’ | Marcatori |  |

### 4ª giornata
| Arbitro: | Gehad Grisha |

|           |           |                   |
| Amada 51’ | Marcatori | 15’ (rig.) Kessie |

| Arbitro: | Daudu Williams |

|                                       |           |  |
| Gebremichael 13’ Mesud 43’ Kebede 70’ | Marcatori |  |

### 5ª giornata
| Arbitro: | Sidi Alioum |

|                                                   |           |  |
| Gebremichael 19’ Kebede 34’ Nassir 41’ Bekele 86’ | Marcatori |  |

| Arbitro: | Beida Dahane |

|  |           |                                 |
|  | Marcatori | 25’ Aurier 34’ Gradel 60’ Kanon |

### 6ª giornata
| Arbitro: | Bulu |

|                                       |           |            |
| Boly 3’ Kessié 19’ (rig.) Kouassi 76’ | Marcatori | 74’ Kebede |

| Toamasina 30 marzo 2021, ore 16:00 UTC+3 | Madagascar    | 0 – 0 referto | Niger | Barikadimy Stadium\| Arbitro: \| Otogo-Castane \| |
| Arbitro:                                 | Otogo-Castane |               |       |                                                   |